# Letters From Silence
Letters From Silence – polski zespół rockowy założony w listopadzie 2009 roku w Warszawie przez Wawrzyńca Dąbrowskiego i Maćka Bąka. 13 czerwca 2011 roku nakładem Agencji Fonograficznej Polskiego Radia ukazał się ich debiutancki album No Plain Shortcuts.

## Historia
Zespół powstał w 2009 roku w Warszawie. 15 lutego 2010 roku wydał debiutancką EP-kę pt. "Letters From Silence". 3 lipca 2010 r. Letters From Silence wystąpili na Open’er Festival na scenie Young Talents. Zagrali dwie Offsesje w audycji Offensywa Piotra Stelmacha w studiu im. Agnieszki Osieckiej na antenie Programu III Polskiego Radia. Utwór zagrany na antenie radiowej Trójki "Longest Journey Back Home" znalazł się na składance Offsesje 2 wydanej przez Agencję Fonograficzną Polskiego Radia. 13 czerwca 2011 roku ukazał się studyjny longplay zespołu "No Plain Shortcuts". Producentem albumu jest Leszek Kamiński. 26 września 2011 roku zespół opublikował pierwszy oficjalny teledysk – do singla "One More Day".
W rok po wydaniu debiutanckiego albumu ukazała się EP-ka "One Foot On The Street".

## Dyskografia

### Albumy studyjne
- No Plain Shortcuts (13 czerwca 2011)[4]
- Lazy On Purpose (29 maja 2017)

### Wydawnictwa własne
- One Foot On The Street - EP (18 czerwca 2012)[5]
- Letters From Silence - EP (15 lutego 2010)[6]

## Teledyski
- "One More Day" (2011) reż. Jan Wąż, Mateusz Szelc[7]

## Nagrody i wyróżnienia
- Nagroda specjalna za utwór "Sleeve" – Festiwal Młodych Talentów Gramy 2010[8]
- Zwycięstwo (Konkurs Młodych Talentów) – Pisz Music Festival 2010[9]
- Zwycięstwo (utwór "God") – konkurs na cover utworu Johna Lennona i The Beatles, Fabryka Zespołów[10]